# کاراتیا
کاراتیا (به لاتین: Karatia Union) یک منطقهٔ مسکونی در بنگلادش است که در تانگایل صدار واقع شده‌است. کاراتیا ۱۹ کیلومتر مربع مساحت و ۷۰٬۰۰۰ نفر جمعیت دارد و ۱۴ متر بالاتر از سطح دریا واقع شده‌است.